# Балагер, Хосе Рамон
Хосе́ Рамо́н Балаге́р Кабре́ра (исп. José Ramón Balaguer Cabrera; 6 июня 1932, Гуантанамо, Куба — 15 июля 2022, Гавана) — кубинский государственный и политический деятель.

## Биография
Окончил Гаванский университет в 1956 году, по специальности — «врач». По окончании работал в столичном госпитале «Генерал Каликсто Гарсия». В студенческие годы активно включился в революционное движение против режима Ф. Батисты. Был соратником Франка Паиса по подполью, в 1957 году арестовывался и был в заключении.
С 1958 года — в повстанческой армии на Втором Восточном фронте. После победы революции получил звание команданте.
В 1959—1962 годах — на руководящих должностях в отделе здравоохранения Гаванского муниципалитета, затем в министерстве здравоохранения (исполнительный генеральный директор и заместитель министра по гигиене и эпидемиологии).
С 1962 года работал в системе министерства Революционных вооружённых сил, прошёл путь от начальника медицинской службы одной из воинских частей Гаваны до заместителя министра, начальника медицинской службы и начальника военного строительства РВС.
Один из основателей коммунистической партии Кубы (КПК), член ЦК с 1975 года. Член политбюро ЦК 5-го созыва (1997—2011 годы).
В 1976—1985 годах — первый секретарь комитета КПК провинции Сантьяго-де-Куба.
С 1985 года — секретарь ЦК КПК, заведующий отделом образования, науки и спорта.
Депутат Национальной ассамблеи народной власти с 1976 года. Член Госсовета Кубы с 1986 года.
С февраля 1990 до 1992 года — посол в СССР, затем — в России. По возвращении на Кубу — заведующий идеологическим отделом ЦК КПК.
С 2004 и до июля 2010 года — министр здравоохранения Кубы.
В июле 2006 года назначен Фиделем Кастро координатором программы общественного здоровья (одна из трёх правительственных программ) вместо него самого. Тогда же назначен одним из 6 членов кубинского руководства, наблюдавших за процессом передачи власти от Фиделя Кастро.
С 2011 года — заведующий отделом международных отношений ЦК.
Скончался 15 июля 2022 года.

## Награды
- Орден князя Ярослава Мудрого V степени (26 марта 2010 года, Украина) — за значительный личный вклад в укрепление украинско-кубинского сотрудничества, реализацию программ по лечению и оздоровлению детей, пострадавших вследствие Чернобыльской катастрофы[3].